# Gabz
Gabz (* 1998; eigentlich Gabrielle Gardiner) ist eine britische Singer-Songwriterin.

## Werdegang
Die 14-jährige Schülerin trat am 26. Mai 2013 im Rahmen der siebten Staffel der Talentshow Britain’s Got Talent auf. Sie erreichte das Finale des Wettbewerbs, in dem sie am Ende mit 3,6 % der Zuschauerstimmen den siebten Platz erreichte.
Aufgrund der außergewöhnlichen Nachfrage veröffentlichte Sony Music am 1. Juli 2013 den von Gabz selbst geschriebenen Titel Lighters (The One). Mit ihm erreichte sie die Top Ten der britischen Charts.  